# Janina Kabulska
Janina Kabulska, po mężu Nowacka (ur. 6 stycznia 1933 w Lublinie, zm. 29 października 2008 w Brzegu) – polska siatkarka, akademicka mistrzyni świata, mistrzyni Polski.

## Kariera sportowa
W latach 1953–1957 była zawodniczką AZS-AWF Warszawa, zdobywając z nią mistrzostwo Polski w 1955, 1956 i 1957 oraz brązowy medal mistrzostw Polski w 1954. W latach 1958–1973 reprezentowała barwy Odry Opole. W 1957 wystąpiła ośmiokrotnie w reprezentacji Polski seniorek, zdobywając m.in. akademickie mistrzostwo świata.
Po zakończeniu kariery sportowej pracowała jako nauczycielka WF w I Liceum Ogólnokształcącym w Brzegu, była też wizytatorem-metodykiem.